# Guido Matthey
Guido Matthey (Torino, 1913 – Santa Coloma, 16 gennaio 1939) è stato un militare italiano, decorato di Medaglia d'oro al valor militare alla memoria nel corso della guerra di Spagna.

## Biografia
Nacque a Torino nel 1913, figlio di Ettore e Giulia Ceppo. Conseguito il diploma in agrimensura presso l'Istituto tecnico "Germain Sommeiller" di Torino venne assunto come geometra presso l'Azienda autonoma statale della strada. Arruolato nel Regio Esercito iniziò a frequentare la Scuola allievi ufficiali di complemento di artiglieria a Bra, dove conseguì la promozione a sottotenente dell'arma d'artiglieria assegnato al 1º Reggimento artiglieria pesante campale dal giugno 1932. Promosso tenente a scelta ordinaria dal 1º luglio 1936, prestò brevemente servizio da richiamato in servizio presso l'8º Reggimento artiglieria d'armata. Nel giugno 1938 partì volontario per combattere nella guerra di Spagna, assegnato alla batteria da accompagnamento da 65/17 del 1º Reggimento "Frecce Azzurre", di cui successivamente ne assunse il comando. Già decorato con una medaglia di bronzo al valor militare, cadde in combattimento a Santa Coloma il 16 gennaio 1939, e per il coraggio dimostrato in questo frangente venne insignito della medaglia d'oro al valor militare alla memoria.

### Fonti
1. 1 2 3 4 5 6  Combattenti Liberazione.
2. ↑   Bollettino ufficiale delle nomine, promozioni e destinazioni negli ufficiali e sottufficiali del R. esercito italiano e nel personale dell'amministrazione militare, 1940,  p. 6813. URL consultato il 12 marzo 2022.
3. ↑  Medaglie d'oro al valor militare sul sito della Presidenza della Repubblica
4. ↑  Registrato alla Corte dei conti addì 18 maggio 1940, registro 16 guerra, foglio 317.